# Tatjana Lebedeva

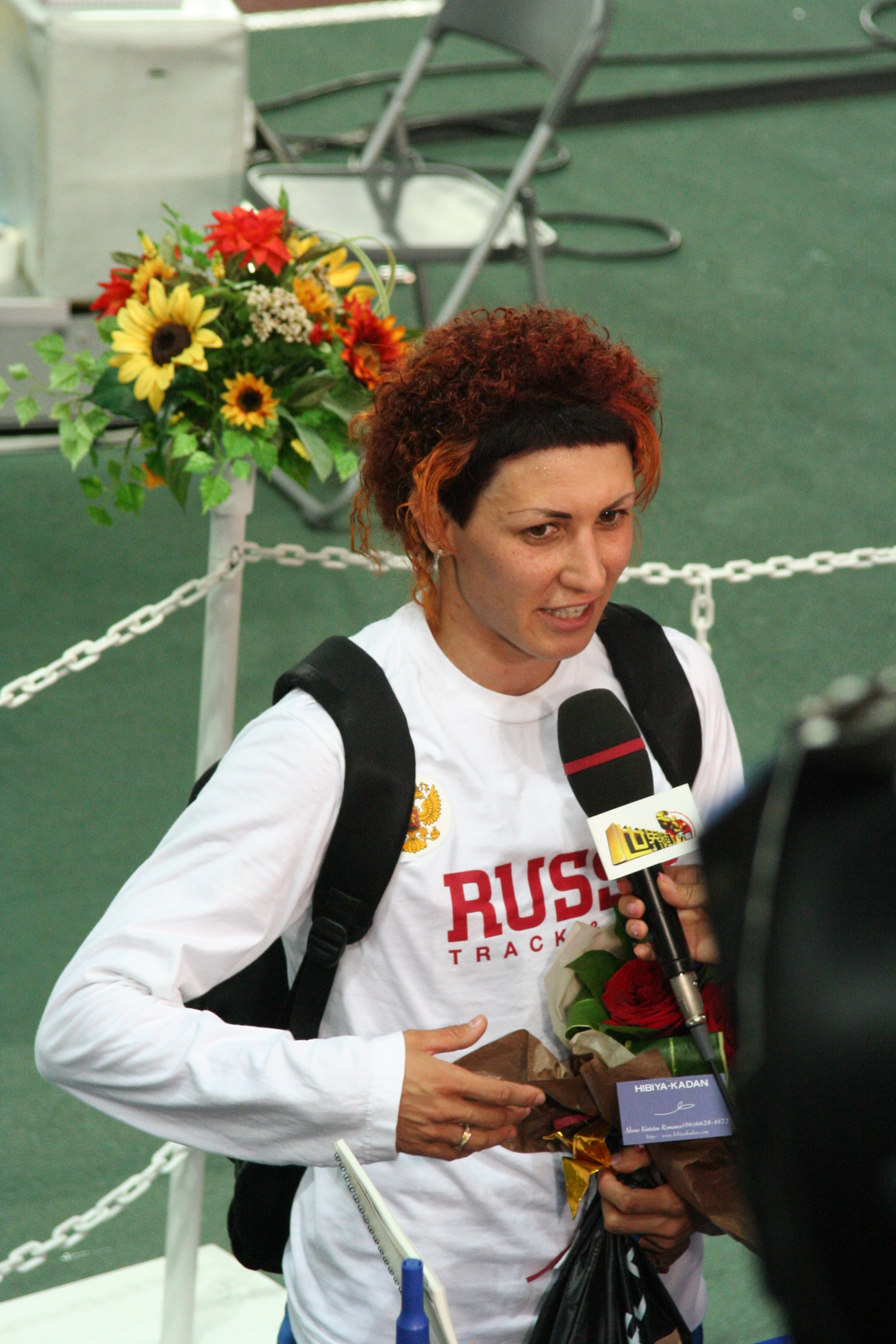
Osaka 2007: wereldkampioene verspringen

Tatjana Romanovna Lebedeva (Russisch: Татья́на Рома́новна Ле́бедева) (Wolgograd, 21 juli 1976) is een Russische atlete, die gespecialiseerd is in het hink-stap-springen en het verspringen. Ze werd olympisch kampioene, meervoudig wereldkampioene, meervoudig Europees kampioene en meervoudig Russisch kampioene in deze disciplines. Ook was ze van 2004 tot 2020 wereldindoorrecordhoudster hink-stap-springen. Het Europese indoorrecord in deze discipline staat sinds 2004 nog steeds op haar naam.

## Biografie
Op 6 maart 2004 in Boedapest tijdens de finale van het hink-stap-springen bij de wereldindoorkampioenschappen verbeterde Lebedeva met 15,36 m het wereldindoorrecord. In 2005 werd ze de winnares van de IAAF Golden League jackpot voor haar overwinningen in zes Europese topevenementen. Dit leverde haar 1 miljoen dollar op. Een jaar later veroverde ze op de Europese kampioenschappen de titel op het onderdeel hink-stap-springen.
In 2007 veroverde Tatjana Lebedeva op de wereldkampioenschappen in Osaka de wereldtitel bij het verspringen. Ze versloeg met 7,03 haar landgenotes Ljoedmila Koltsjanova (6,92) en Tatjana Kotova (6,90). Lebedeva was ook de grote favoriete voor de eindzege bij het hink-stap-springen, maar werd op dit nummer verrassend verslagen door de Cubaanse Yargelis Savigne, die haar met 15,28 het nakijken geeft. De Russische moest deze keer met een sprong van 15,07 genoegen nemen met de zilveren medaille.
Op de Olympische Spelen van 2008 in Peking won ze een zilveren medaille bij het verspringen. Lebedeva lag met 6,97 tweede in de wedstrijd, maar kwam met haar laatste sprong slechts één cm te kort ten opzichte van de 7,04, die de Braziliaanse Maurren Maggi vanaf haar eerste sprong achter haar naam had staan. Het brons ging met 6,91 naar de Nigeriaanse Blessing Okagbare. Zowel de zilveren medaille bij het verspringen als bij het hink-stap-springen moest Lebedeva inleveren vanwege een positieve dopingtest.
Bij haar vierde olympische deelname in Londen kwam ze met 14,30 door de kwalificatieronde heen. In de finale kwam ze echter maar tot 14,11 en moest hierdoor genoegen nemen met een tiende plaats.
Tatjana Lebedeva is getrouwd en heeft twee kinderen

## Titels
- Olympisch kampioene verspringen - 2004
- Wereldkampioene verspringen - 2007
- Wereldkampioene hink-stap-springen - 2001, 2003
- Wereldindoorkampioene verspringen - 2004
- Wereldindoorkampioene hink-stap-springen - 2004, 2006
- Europees kampioene hink-stap-springen - 2006
- Europees indoorkampioene hink-stap-springen - 2000
- Russisch kampioene hink-stap-springen - 2004, 2008, 2012
- Russisch indoorkampioene hink-stap-springen - 2003, 2004

## Persoonlijke records
Outdoor
| Onderdeel          | Prestatie | Datum        | Plaats   |
| ------------------ | --------- | ------------ | -------- |
| hink-stap-springen | 15,34 m   | 4 juli 2004  | Iraklion |
| verspringen        | 7,33 m    | 31 juli 2004 | Toela    |

Indoor
| Onderdeel          | Prestatie           | Datum        | Plaats    |
| ------------------ | ------------------- | ------------ | --------- |
| verspringen        | 6,98 m              | 7 maart 2004 | Boedapest |
| hink-stap-springen | 15,36 m (ex-WR; ER) | 6 maart 2004 | Boedapest |

## Belangrijkste prestaties

### Kampioenschappen
hink-stap-springen
- 1994:  WK junioren - 13,62 m
- 1994:  Wereldbeker - 14,36 m
- 1999: 4e WK - 14,55 m
- 1999:  Grand Prix Finale - 14,66 m
- 2000:  OS - 15,00 m
- 2000:  EK indoor - 15,00 m
- 2001:  WK indoor - 14,85 m
- 2001:  WK - 15,25 m
- 2001:  Grand Prix Finale - 14,61 m
- 2003: 6e in kwal. WK indoor - 14,09 m
- 2003:  WK - 15,18 m
- 2003:  Wereldatletiekfinale - 15,13 m
- 2004:  WK indoor - 15,36 m
- 2004:  OS - 15,14 m
- 2004:  Wereldatletiekfinale - 14,96 m
- 2005: 5e in kwal. WK - 14,15 m
- 2005:  Wereldatletiekfinale - 14,86 m
- 2006:  WK indoor - 14,95 m
- 2006:  EK - 15,15 m
- 2006:  Wereldatletiekfinale - 14,82 m
- 2006:  Wereldbeker - 15,13 m
- 2007:  WK - 15,07 m
- 2007:  Wereldatletiekfinale - 14,72 m
- 2008: DQ OS - 15,32 m
- 2008:  Wereldatletiekfinale - 14,63 m
- 2009: 6e WK - 14,37 m
- 2009:  Wereldatletiekfinale - 14,48 m
- 2012: 10e OS - 14,11 m

verspringen
- 1994: 10e WK junioren - 6,22 m
- 2004:  WK indoor - 6,98 m
- 2004:  OS - 7,07 m
- 2004:  Wereldatletiekfinale - 6,72 m
- 2005: 5e Wereldatletiekfinale - 6,49 m
- 2006:  Wereldatletiekfinale - 6,92 m
- 2007:  WK - 7,03 m
- 2007:  Wereldatletiekfinale - 6,78 m
- 2008: DQ OS - 7,03 m
- 2008:  Wereldatletiekfinale - 6,64 m
- 2009:  WK - 6,97 m
- 2009:  Wereldatletiekfinale - 6,79 m

### Golden League-overwinningen
- 2003: Meeting Gaz de France – 15,12 m
- 2003: ISTAF – 14,88 m
- 2003: Memorial Van Damme – 15,14 m
- 2005: Meeting Gaz de France – 15,11 m
- 2005: Golden Gala – 15,03 m
- 2005: Bislett Games – 14,89 m
- 2005: Weltklasse Zürich – 14,94 m
- 2005: Memorial Van Damme – 14,94 m
- 2005: ISTAF – 14,85 m
- 2006: Golden Gala – 14,88 m

1948: Olga Gyarmati ·
1952: Yvette Williams ·
1956: Elżbieta Krzesińska ·
1960: Vera Krepkina ·
1964: Mary Rand ·
1968: Viorica Viscopoleanu ·
1972: Heide Rosendahl ·
1976: Angela Voigt ·
1980: Tatjana Kolpakova ·
1984: Anișoara Cușmir-Stanciu ·
1988: Jackie Joyner-Kersee ·
1992: Heike Drechsler ·
1996: Chioma Ajunwa ·
2000: Heike Drechsler ·
2004: Tatjana Lebedeva ·
2008: Maurren Maggi ·
2012: Brittney Reese ·
2016: Tianna Bartoletta ·
2020: Malaika Mihambo ·
2024: Tara Davis-Woodhall
1983 Heike Drechsler ·
1987 Jackie Joyner-Kersee ·
1991 Jackie Joyner-Kersee ·
1993 Heike Drechsler ·
1995 Fiona May ·
1997 Ljudmila Galkina ·
1999 Niurka Montalvo ·
2001 Fiona May ·
2003 Eunice Barber ·
2005 Tianna Madison ·
2007 Tatjana Lebedeva ·
2009 Brittney Reese ·
2011 Brittney Reese ·
2013 Brittney Reese ·
2015 Tianna Bartoletta ·
2017 Brittney Reese ·
2019 Malaika Mihambo ·
2022 Malaika Mihambo ·
2023 Ivana Španović
1993: Anna Birjoekova ·
1995: Inessa Kravets ·
1997: Šárka Kašpárková ·
1999: Paraskeví Tsiamíta ·
2001: Tatjana Lebedeva ·
2003: Tatjana Lebedeva ·
2005: Trecia Smith ·
2007: Yargelis Savigne ·
2009: Yargelis Savigne ·
2011: Olha Saladoecha ·
2013: Caterine Ibargüen ·
2015: Caterine Ibargüen ·
2017: Yulimar Rojas ·
2019: Yulimar Rojas ·
2022: Yulimar Rojas ·
2023: Yulimar Rojas